# Литвин Віталій Свиридович
Литвин Віталій Свиридович (нар.8 листопада 1927, Андріївка — пом.12 червня 2009, Одеса) — український художник. Образотворчому мистецтву навчався в Одесі . Більшу частину свого дорослого життя провів у Одесі, де створив більшість своїх картин. Помер в Одесі.

## Біографія

### Дитинство
Народився в селянській родині. З раннього дитинства захоплено спостерігав за малюванням свого дядька, художника-аматора, і сам пробував малювати. Також подобалося слухати розповіді свого батька, моряка Добровільного флоту РОПіТу, про моря та океани.

### Армія
В 17 років, тобто в 1944 році, був мобілізований до армії та відправлений на навчання на снайпера. Поки навчався — закінчилася війна, але довелося служити ще майже 8 років. Під час служби залучався до оформлення наочної агітації. Незабаром був призначеним кресляром до штабу Одеського військового округу.
Кожну вільну хвилину використовував для відвідин моря і захоплено робив замальовки, створював етюди. Так народилася мрія: після демобілізації піти вчитися на художника.

### Становлення
В 1954 році після демобілізації вступає до Одеського художнього училища на відділення живопису, яким керувала Діна Михайлівна Фруміна. Навчався протягом двох років з вимушеною перервою, коли працював художником-оформлювачем. Коли в Педагогічному інституті ім. К. Д. Ушинського був заснований художньо-графічний факультет, вступив до нього та після п'ятирічного навчання захистив дипломну роботу з живопису «Монументалісти».

### Участь у виставках України
Вперше після здобуття вищої художньої освіти взяв участь у виставці в Одеському художньому музеї на честь 30-річчя Перемоги. До огляду були надані дві картини: Місце битви 411 берегової батареї в 1941 році та Нерубайські катакомби.
В 1987 році брав участь у міській художній виставці з плакатом За тверезий спосіб життя та сатиричним малюнком Потопаючий хапається за соломинку.
В 1995 році брав участь у виставці в Будинку офіцерів до 50-річчя Перемоги з роботами: Місце битви 411 берегової батареї в 1941 році, Нерубайські катакомби, На захист рідної Одеси в 1941 році та трьома малюнками, де був зображений Жуков, коли він в 1946 році відвідував 28-у гвардійську стрілецьку дивізію в Кантемирівських таборах.
В 1995 році персональна виставка в Морській Галереї Одеського порту.
В 1996 році брав участь у Першій міжнародній художній виставці художників-мариністів в Музеї Одеського порту з картиною Біля синього Чорного моря.
В 1998 році брав участь у міській художній виставці до Дня рибалки брав участь у міській художній виставці(Будинок Фраполі) з роботою Трудівник моря.
В 1998 році брав участь у виставці художників-мариністів в Музеї Одеського порту з картинами Трудівник моря та Біля причалу на 8-й ст. В. Фонтану.
В 1998 році брав участь у Другій міжнародній художній виставці художників-мариністів в Морській Галереї Одеського порту з картинами Шторм та На світанку дня. Дипломант в номінації «Живопис».
В 1999 році брав участь у міській художній виставці в Музеї західного і східного мистецтва з роботами Біля причалу на 8-й ст. В. Фонтану та Залишки старої мечеті.
В 1999 році персональна виставка в Музеї Одеського порту.
В 1999 році з 11 грудня по 22 грудня брав участь у Різдвяній ярмарці мистецтв в Морській Галереї Одеського порту.
В 2000 році персональна виставка в Морській Галереї Одеського порту.
В 2000 році брав участь у Третій міжнародній художній виставці художників-мариністів в Морській Галереї Одеського порту з картинами Морська гладизна та Трудівник моря. Дипломант в номінації «Живопис».
В 2006 році персональна виставка в Будинку-музеї імені М. Рериха.

### Родина
Одружився з Анною Павлівною (до шлюбу Капаніца), яка вже мала доньку. Подружжя також набуло спільного сина Олександра.

## Техніка, стилі та жанри
Віталій Литвин у малярстві застосовував такі техніки: Акварель, Олійний живопис, Графіка. Був представником реалістичного напряму в живописі. Був майстром морської тематики та пейзажів.

## Галерея

Залишки старої мечеті(1992)
Зимовий ранок(1993)
Берег Отради(1993)
Туман(1993)
На Ланжеронівському спуску(1994)
Одеса в серпанку(1995)
На світанку дня(1995)
Шторм(1998)
Осіння позолота(2000)
Морська широчінь(2003)
Кирило і Мефодій(2004)
Прибережна хвиля(2005)